# Andrena eosphora
Andrena eosphora (лат.) — вид пчёл рода Andrena из семейства Andrenidae. Турция (провинции Битлис и Хаккари). Видовое название A. eosphora происходит от греческого eosophora, означающего «приносящий рассвет», в связи с его восточным распространением.

## Описание
Длина менее 1 см (самка 7,5—8 мм, самец 7 мм). Andrena eosphora может быть помещена в подрод Euandrena благодаря узкой лицевой ямке, занимающей чуть менее трети пространства между сложным глазом и латеральным глазком, ямка сужается вентрально, переднеспинка без плечевого угла, A3 длинная (явно превышает A4+5), и простым волоскам на голенях (волоски не сливные). Благодаря бледному лицевому опушению с тёмными волосками, ограниченными внутренними краями сложных глаз, слегка куполообразному и густо пунктированному наличнику (пунктуры преимущественно разделены ≤0,5 их диаметра). В результате, если учесть светло-коричневые и густо сливные волоски на скутуме и щитике (таким образом, он кажется субсквамозным), проподеальный треугольник с рельефными бороздками базально и медиально, и тергиты с почти непунктированными дисками и чётко вдавленными маргинальными областями, которые осветлены коричневым, то он наиболее близок к A. allosa canigica Warncke, 1975, которому придана новая комбинация A. pileata canigica.
Andrena eosphora чрезвычайно похожа на A. pileata canigica, но эти два вида можно разделить по скульптуре и пунктировке щитика, который у A. eosphora латерально микроретикулирован и тусклый, становится гладким и блестящим на большей части центра диска, а также центра щитика, и нерегулярно пунктирован, латерально пунктирован на 0,5—2 диаметра пунктур, пунктировка становится более редкой медиально, разделяясь до 3—4 диаметров пунктур. Напротив, A. pileata canigica демонстрирует равномерно шагренированные и, в крайнем случае, слабо блестящие скутум и щитик, и пунктировка также более регулярная, разделённая 0,5—2 диаметрами точек, обычно 2 диаметрами точек медиально, пунктировка не становится такой рассеянной, как у A. eosphora. Учитывая, что эти два таксона встречаются в симпатрии на юго-востоке Турции, без очевидной интрогрессии, эти признаки считаются стабильными.
Вид Andrena eosphora был впервые описан в 2024 году по типовому материалу из восточной части Турции (провинции Битлис и Хаккари) и отнесён к подроду Euandrena.